# L'Algérie
Pour le pays, voir Algérie.
Singles de Serge Lama
Chez moi
(1974) La vie lilas
(1975)
L'Algérie est une chanson française interprétée et écrite par Serge Lama, composée par Alice Dona. Elle sort en 45 tours en 1975, puis est incluse en 1977, sur l'album studio L'Enfant au piano. 

## Thème
La chanson L'Algérie évoque les appelés français lors de la guerre d'Algérie. Dans l'ouvrage Cent ans de chanson française de Chantal Brunschwig, Louis-Jean Calvet et Jean-Claude Klein, les auteurs estiment qu'il est difficile à dire si la chanson est pour ou contre la guerre mais pointent l'imparfait dans le refrain : « Même avec un fusil, c'était un beau pays, l'Algérie », pour  conclure par ses vers : «... Du voyage ou notre seule gloire, C'était d'avoir vingt ans, Avec ou sans fusil, L'Algérie, Ça reste un beau pays, L'Algérie ».
C'est l'un des grands succès de Serge Lama.

## Discographie
1975 : 45 tours Philips 6009 596 : L'Algérie - Mon ami mon maître
1977 : 33 tours Philips : L'Enfant au piano
Discographie live :
1977 : Palais des congrès 77
1996 : Lama l'ami
1996 : Symphonique
2003 : Un jour, une vie
2005 : Accordéonissi-mots